# Aluminiumklebeband

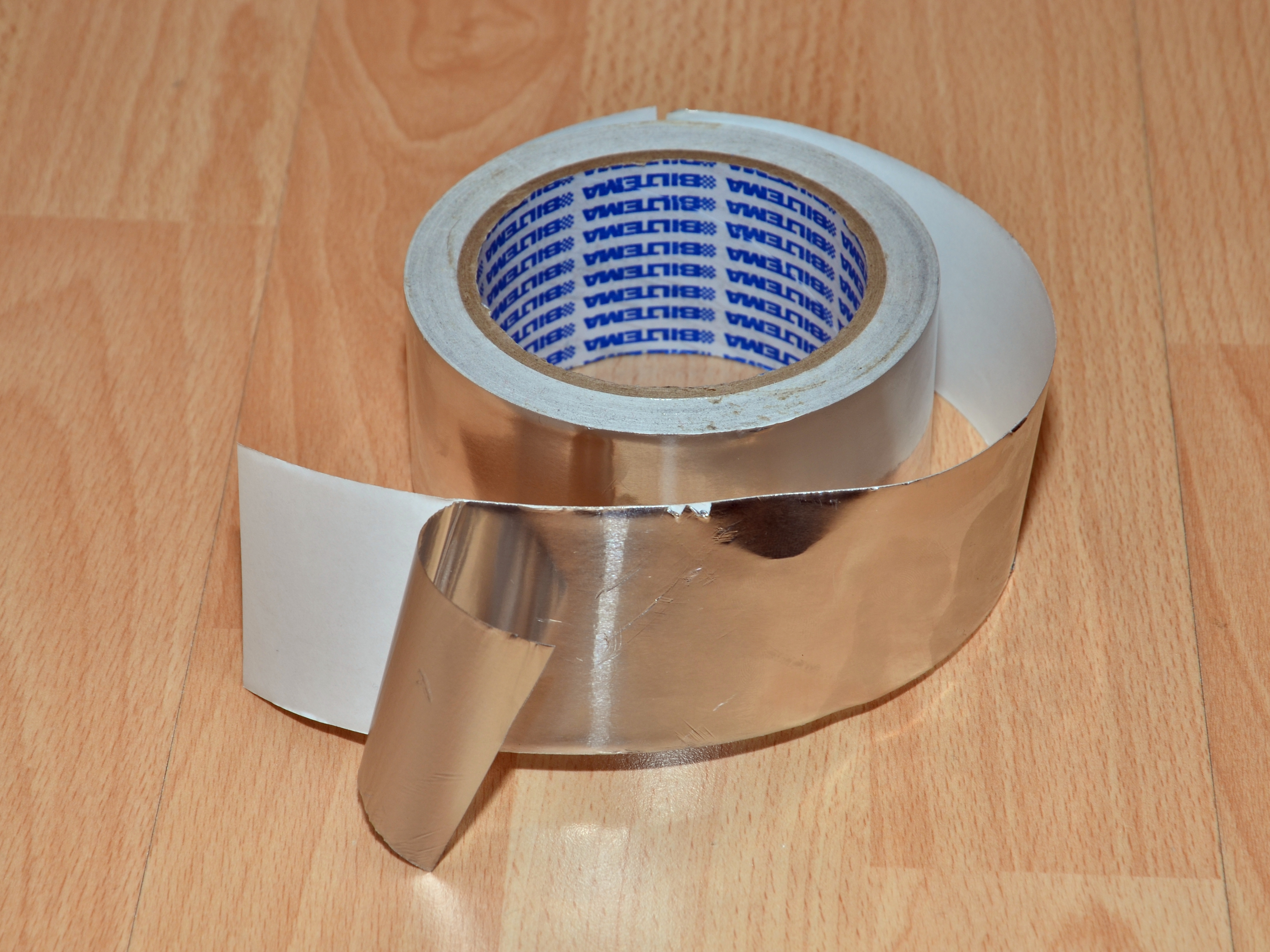
Eine Rolle Aluminiumklebeband

Aluminiumklebeband besteht aus einer dünnen Aluminiumfolie, die auf einer Seite mit einem meist hitzebeständigen Klebstoff beschichtet ist. Die mit Klebstoff beschichtete Seite wird durch silikonisiertes Papier vor dem Zusammenkleben geschützt. Aluminiumklebeband wird in Rollenform ausgeliefert.
Aluminiumklebeband gibt es in verschiedenen Breiten und Stärken. Am häufigsten wird sie in einer Dicke von ca. 25 µm bis ca. 100 µm verwendet.
Ein Vorteil gegenüber Klebebändern aus Kunststoff ist die hohe thermische Belastbarkeit sowie Haltbarkeit. Klebebänder aus Kunststoff werden unter Hitze- oder Kälteeinwirkung im Lauf der Zeit spröde.

## Verwendung
Aluminiumklebeband wird verbreitet im Heizungsbau und Lüftungsbau verwendet. Die Rohrleitungsisolation wird dabei mit dünnen Drähten umwickelt, die der Isolation den nötigen Halt geben, und anschließend mit Aluminiumklebeband fixiert. Auch Stoßstellen und Schnittflächen werden damit überklebt, um den Isolationswert zu verbessern: Würde man die Stoßstellen offen lassen, ginge durch den Luftaustausch viel Wärme verloren.

## Verwendung in der Elektrotechnik
In der Elektrotechnik wird Aluminiumklebeband gelegentlich zur Abschirmung verwendet. Dazu klebt man bedarfsweise Gehäuseteile oder Öffnungen mit Aluminiumklebeband oder selbstklebender Aluminiumfolie ab. Anstatt von Klebeband aus Aluminium kommt hierbei oft auch Kupferklebeband zum Einsatz; dieses hat gegenüber dem Aluminiumklebeband den Vorteil, dass es lötbar ist.